# HD 211415
HD 211415(HR 8501)는 두루미자리에 있는 쌍성계로 큰 고유 운동을 보여주고 있으며, 지구에서 약 44 광년 떨어져 있다.
이 쌍성계를 구성하는 두 별 A와 B 사이의 궤도 장반경은 3.4초로, 이는 약 46 천문단위에 해당되는 거리이다. 이는 태양에서 명왕성까지의 거리보다도 먼 값이다. 충분한 시간을 갖고 관찰이 이루어지지 않았기 때문에 이 항성의 궤도 요소들은 아직 전부 규명되지 않았다.

## 행성 및 생명체 존재 가능성
2003년 9월 애리조나 대학의 우주생물학자 마가렛 턴불은 그녀의 HabCat 항성목록에 기반하여, 이 별을 외계 생명체가 살고 있을 확률이 높은 후보 중 하나로 지목했다.

## 참고 문헌
1. ↑  Science Daily (2006년 2월 21일). “Astronomer Announces Shortlist Of Stellar Candidates For Habitable Worlds”. 2006년 5월 24일에 확인함.